# Campo de refugiados

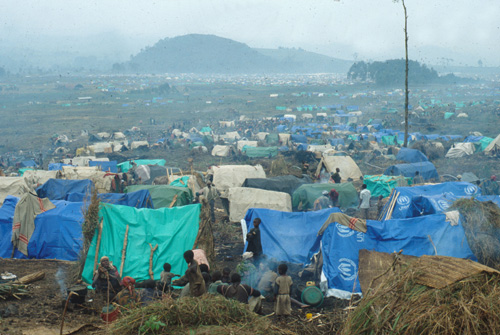
Un campo de refugiados para los ruandeses ubicado en lo que hoy es el este de la República Democrática del Congo tras el Genocidio de Ruanda.

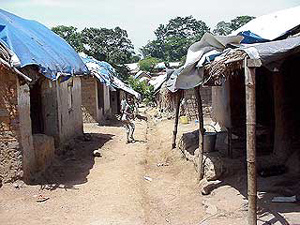
Un campamento en Guinea para refugiados de Sierra Leona.

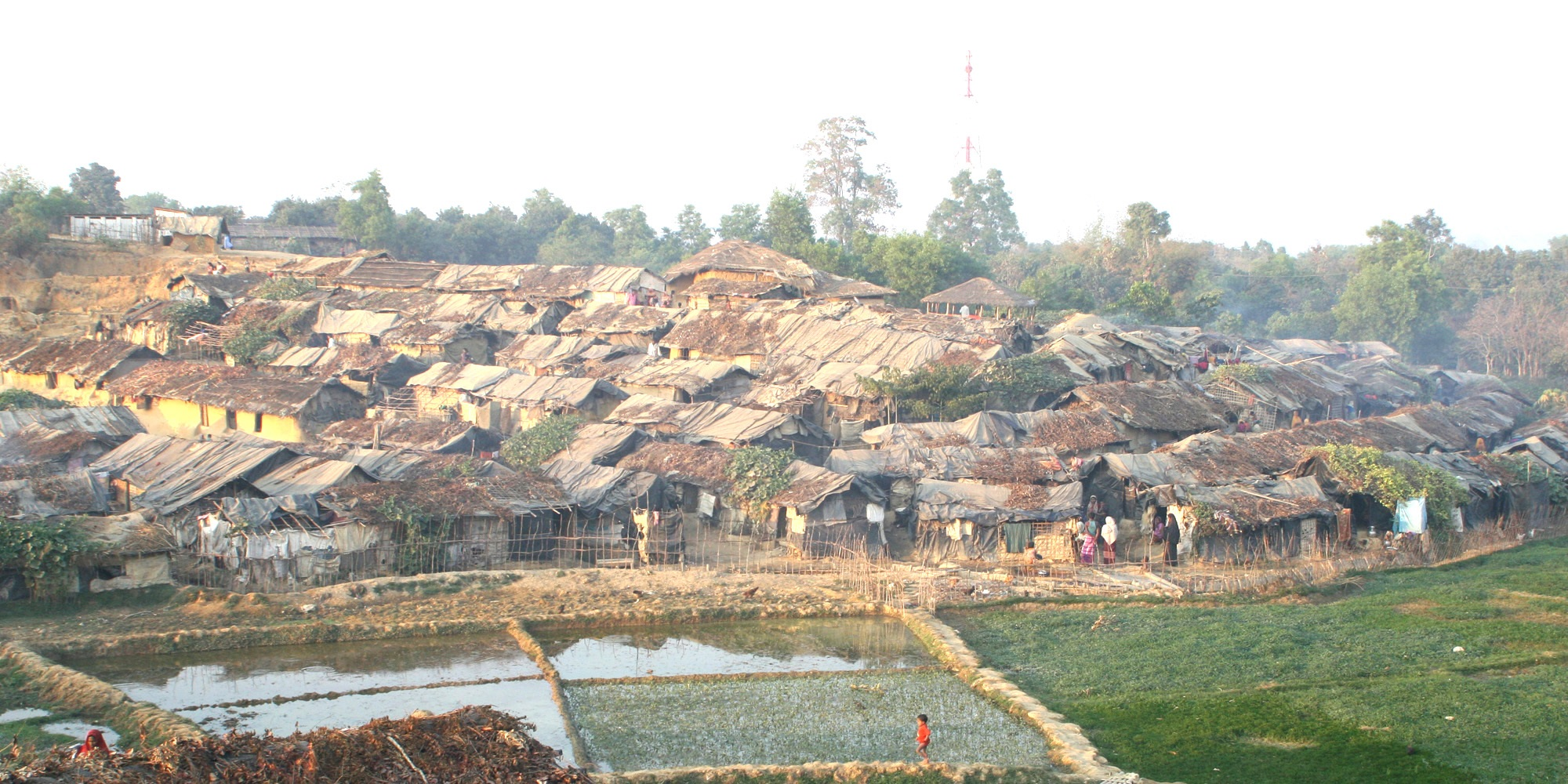
Campo de refugiados de Kutupalong

Un campo de refugiados (o campamento de refugiados) es un asentamiento temporal construido para recibir refugiados. En un único campo pueden llegar a vivir cientos de miles de personas. Normalmente son construidos y administrados por organizaciones internacionales como ACNUR, de las Naciones Unidas, o por organizaciones no gubernamentales —ONG— tales como la Cruz Roja.
Son asentamientos organizados de personas que han huido de su país, de su región o lugar de origen a causa de conflictos armados, intereses económicos en los territorios de origen, violencia generalizada o contra un sector de la población.
Los campamentos de refugiados son generalmente establecidos de forma improvisada y diseñados para satisfacer las necesidades humanas básicas por solo un corto periodo. Algunos campamentos de refugiados son sucios y antihigiénicos. Si los refugiados no pueden regresar (a menudo por una guerra civil) puede ocurrir una crisis humanitaria.
Algunos campamentos de refugiados se han convertido en asentamientos permanentes, como Ain al-Hilweh (Líbano), y han existido durante décadas teniendo importantes implicaciones para los derechos humanos. Otros campos, como el de Bidi Bidi en Uganda o los 59 campamentos de refugiados palestinos establecidos en Cisjordania, Franja de Gaza, Líbano, Siria y Jordania a raíz de la guerra árabe-israelí de 1948, se están convirtiendo en ciudades.

## Instalaciones y necesidades
Las necesidades de los campos de refugiados se dividen en numerosos apartados gestionados por ACNUR, ONG y organizaciones de diversos países. Las instalaciones de un campo de refugiados deben incluir:
- Alojamientos (tiendas de campaña) o contenedores. Según la zona, materiales de construcción locales, artículos esenciales como útiles de cocina, recipientes, mosquiteras y dinero.
- Higiene (limpieza y aseo). Construcción, rehabilitación, mantenimiento y reparación de los puntos de agua y las letrinas y duchas comunitarias. Apoyo financiero para construir las propias letrinas y duchas. Actividades de promoción de la higiene.
- Sanidad, que incluye estructuras, planes de contingencia en caso de epidemias, dispositivos mínimos de urgencia en materia de reproducción, programas contra el sida, prevención de la subalimentación para evitar sub o desnutrición, suministros médicos, etc.
- Equipo de comunicaciones (por ejemplo radio)
- Protección, que incluye el registro de los refugiados, las llegadas, el acceso a la justicia, el estado de derecho, el carácter civil del asilo, la asistencia individual para la recolocación de los refugiados, la protección de los bandidos (por ejemplo las barreras, los puestos de control, las tropas de mantenimiento de la paz)
- Educación, que incluye infraestructuras, material y el pago de los profesores.
- Seguridad alimentaria y medios de subsistencia, acceso a tierra cultivable y semillas, formación profesional, asistencia monetaria, ayuda alimentaria.
- Gestión de los campos, que incluye la financiación de su mantenimiento, la logística, automóviles, carreteras.
- Acceso a la energía, combustibles para la cocción, calefacción y electricidad. Uso de la biomasa para hacer ladrillos o energía, hornos mejorados, energía solar en los centros comunitarios, como centros de salud.

Una revisión de 23 estudios que examinan los resultados de los refugiados que han sido parte de un programa de reasentamiento, encontró que ninguno de los estudios cumplía con los criterios de inclusión para la revisión. Por ende, no se sabe con certeza como ayudar a que los refugiados mejoren su integración económica. Esto no implica que estos programas no tengan efectos, solo que no se sabe cuáles son.  Resulta sorprendente esta falta de conocimiento, dada la importancia política de tales programas, los niveles de inversión y el número de personas afectadas. Esta brecha de conocimiento debe ser superada con investigaciones más rigurosas.

## Duración
Las personas pueden quedarse en estos campamentos recibiendo alimento, bebida de emergencia y asistencia médica hasta que sea seguro regresar a sus hogares.

## Exportación
La mayoría de los campos de refugiados están en países de Asia o África que están próximos a los países en crisis de donde proceden dichos refugiados. No obstante, numerosos países desarrollados de continentes como Europa y América acogen también posteriormente refugiados procedentes de dichos campos, alojándolos generalmente en centros o pisos de acogida. 
Así, alrededor de 19 países (Australia, Austria, Benín, Brasil, Burkina Faso, Canadá, Chile, Dinamarca, Finlandia, Islandia, Irlanda, México, Países Bajos, Nueva Zelanda, Noruega, Suecia, Reino Unido y Estados Unidos) con regularidad aceptan una "cuota de refugiados" de los campos de refugiados.  Los campos de refugiados se suelen utilizar para describir los asentamientos de personas que han escapado de la guerra. En los últimos años, la mayoría de los refugiados exportados han venido de Siria, Irán, Afganistán, Irak, Liberia, Somalia y Sudán, que han estado en varias guerras y revoluciones, y la extinta Yugoslavia debido a las guerras yugoslavas.

## Estadísticas
A finales de 2018, había en el mundo unos 70,8 millones de refugiados, forzados a huir de su país a causa de persecución, conflicto, violencia o violaciones de los derechos humanos, aunque solo 2,6 millones viven en campos de refugiados, el resto vive en zonas urbanas y en viviendas informales. Esto representa un incremento de 2,3 millones de personas respecto a 2017, y un nuevo récord. Dos tercios de los refugiados proceden de estos países: Siria, Afganistán, Sudán del Sur, Myanmar y Somalia.
Los datos actuales muestran que hay una persona desplazada cada 2 segundos, esto es, 30 personas cada minuto, unas 37.000 personas cada día. Solo 2,9 millones de los 6,4 millones de refugiados en edad escolar asistían a la escuela en 2016. En total, 1,5 millones de niños refugiados carecen de escuela primaria, y otros 2 millones de escuela secundaria, en total, 3,5 millones. El 61% de los niños refugiados y menos del 50% de los refugiados en países pobres asiste a la escuela. El 23% de niños refugiados y el 9% de los refugiados en países pobres asiste a la escuela. Solo un 1% de los refugiados llega a la universidad. Por cada 10 niños que van a la escuela primaria, solo lo hacen 8 niñas, y por cada 10 niños en la escuela secundaria, solo asisten 7 niñas.

### Países más conflictivos
- En la República Centroafricana, desde 2013, 1 millón de personas han sido expulsadas de sus casas, y han buscado refugio en mezquitas o iglesias y en países vecinos: Camerún, la República Democrática del Congo, Chad y la República del Congo.

- En América Central, El Salvador, Guatemala y Honduras han visto una escalada de violencia debido a los grupos violentos, especialmente de las maras. El 90% de los buscadores de asilo en México procede del TNAC (NTCA countries).[5]

- En Europa, el conflicto de Siria, Irak y otras partes del mundo ha provocado una escalada de los refugiados que buscan asilo en los países más cercanos. Desde 2015, más de 1,4 millones de personas han huido en barcos hacia Grecia, Italia y España.

- En Irak, más de 3 millones de personas han sido desplazados a lo largo del país de principios de 2014 y más de 240.000 han huido a otros países, entre ellos, Turquía, Líbano, Jordania y Alemania.

- En Sudán del Sur, desde diciembre de 2013, el conflicto en este país ha provocado miles de muertos y desplazado a 3,3 millones de personas de sus hogares. Se estima que 1,9 millones de personas permanecen en el país, mientras que 2,2 millones han encontrado refugio en los países vecinos. Uganda alberga los mayores campos de refugiados sudaneses, con más de 1 millón de personas.

- En Siria continúa habiendo la mayor cantidad de gente desplazada del mundo, unos 13 millones de personas a finales de 2018, más de la mitad de la población del país.  Más de 5 millones han buscado refugio en Líbano, Turquía, Jordania y más lejos. En Líbano hay más de 1 millón de refugiados que no residen en campos, de los cuales el 70% viven por debajo de lindar de la pobreza. En Jordania, hay unos 660.000 refugiados sirios, de los que el 80% vive fuera de los campos, mientras que unos 140.000 han encontrado asilo en los campos de Za’atari y Azraq. El 93% de sirios en Jordania vive bajo el lindar de la pobreza.

- En Birmania, en abril de 2018 había unos 671.000 refugiados rohinyás llegados a Bangladés que habían huido de la violencia en Myanmar. Los rohinyás son la minoría musulmana de Myanmar. La mayor parte era mujeres y niños. La crisis de los rohinyás es la que ha crecido más rápido en el mundo.

- En Ucrania, dos años y medio de conflicto han dejado más de 1 millón de ucranianos desplazados, incluyendo unos 66.000 discapacitados. Otros 300.000 han buscado asilo en los países vecinos.

- En Yemen, el conflicto ha provocado que unos 20 millones de yemeníes necesiten asistencia humanitaria. De estos, unos 2 millones carecen de las necesidades básicas. Otro millón ha perdido la esperanza y trata de regresar a su hogar, aunque no sea seguro todavía.

## Campos más importantes en 2018

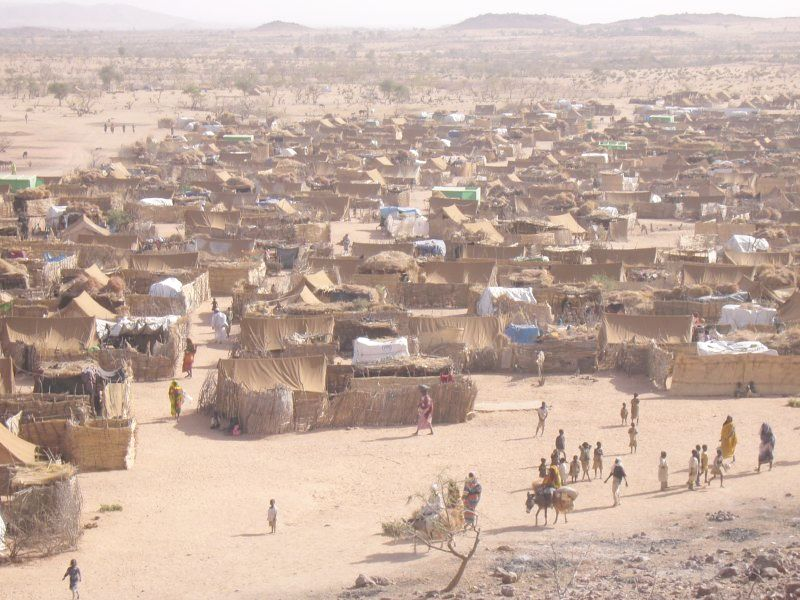
El campo de refugiados de Darfur en Chad.

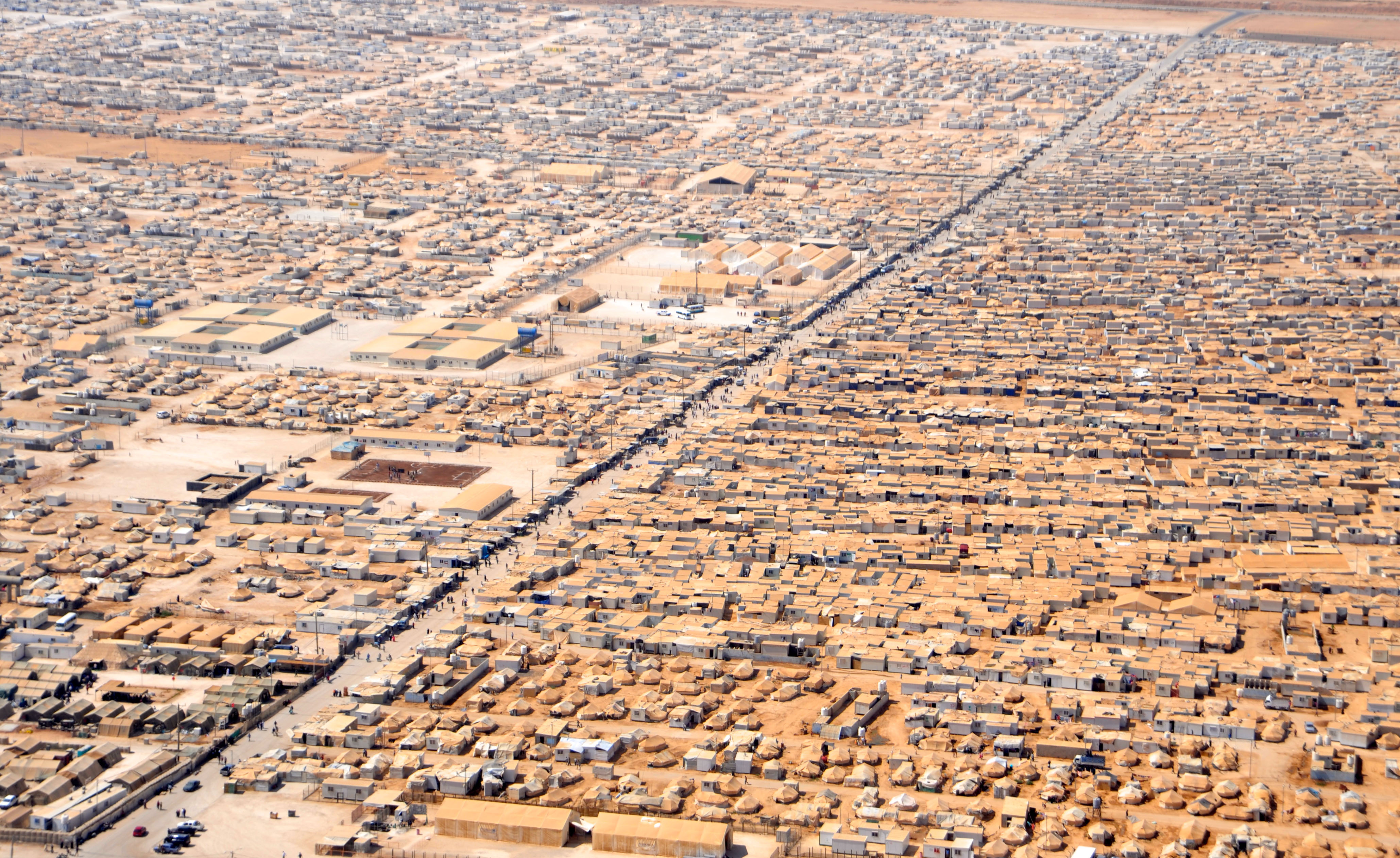
Vista del campo de refugiados sirios Zaatari, en Jordania (julio de 2013).

Según la ONG Raptim Humanitarian Travel, estos son los campos de refugiados más importantes en 2018.
- Kutupalong, en Cox's Bazar, Bangladés, 912.373 personas en julio de 2019.[7] Una gran parte del millón de refugiados rohinyá huidos de Myanmar se instalaron aquí.

- Bidibidi, en el noroeste de Uganda, 285.000 personas. Uganda es uno de los países más acogedores del mundo para los refugiados, de los que hay cerca de 2 millones que han huido de la guerra civil que asoló Sudán del Sur desde 2013.

- Dadaab (Complejo de campos), norte de Kenia, cerca de Somalia, 235.269 personas a finales de 2017. Establecido en 1991, está formado por cinco campos: Dagahaley, Ifo, Ifo 2, Hagadera y Kambioos. Muchos vinieron durante la guerra civil de Somalia de los años 1990. Muchos de sus habitantes han nacido y tenido hijos en los campos. Otros llegaron en 2011 cuando el país fue golpeado por la sequía y el hambre. Actualmente, Naciones Unidas y el gobierno de Somalia apoyan a los que quieran volver a sus casas. Kenia ha pedido el cierre de este complejo de cuatro campos que llegó a tener más de 500.000 habitantes (Dagahaley, 122.200; Hagadera, 137.500; Ifo, 120.000; Ifo 2, 65.000, y Kambioos, 21.000). En febrero de 2019, tenía 209.979 refugiados y siguen disminuyendo.[8]

- Kakuma, noroeste de Kenia, 184.550 personas. Parecido al complejo de Dadaab, fue establecido en 1992. Los primeros refugiados llegaron durante la segunda guerra civil sudanesa, que tuvo lugar entre 1983 y 2005. El campo ha crecido con refugiados procedentes de todo el continente: Somalia, Etiopía, Burundi, Uganda, Ruanda, etc. Actualmente, la mayoría son de Sudán del Sur o de Somalia.

- Nyarugusu, en Kigoma, Tanzania, 139.630 personas. Se abrió en 1996 para albergar a refugiados procedentes de la República Democrática del Congo. En 2015, muchos refugiados procedían de Burundi, huyendo de la violencia. Está superpoblado, con tres veces más personas de las que se pensaron cuando se construyó.

- Jabalia, norte de Gaza en la Franja de Gaza, 119.486 personas. Es el más grande de los ocho campos de refugiados que hay en la Franja de Gaza. El primero se abrió en 1948, tras el éxodo palestino que siguió a la guerra árabe-israelí de 1948. Su superficie es solamente de 1,4 km², haciéndolo uno de los lugares más densamente poblados del mundo. En él hay escuelas y negocios.

- Zaatari, norte de Jordania, 80.140 personas. Procede del desplazamiento de 5 millones de personas desde el inicio de la guerra en Siria en 2011. Muchos fueron a Jordania, donde el 20% viven en campos de refugiados. El más grande es el de Zaatari, al norte. Llegó a tener 150.000 refugiados, pero muchos fueron recolocados en otros campos o enviados a otros países.[9]

- Yida, Sudán del Sur, 70.331 personas. Campo informal, fue establecido por los sudaneses en 2011, en la frontera con Sudán del Sur.

- Katumba, Tanzania, 66.416 personas. Uno de los más antiguos, fue autoestablecido en 1972 por los burundeses que huían del genocidio hutu instigado por el gobierno de Burundi. Para reducir la población, el gobierno de Tanzania ofrece la repatriación o la asimilación en Tanzania.

- Pugnido, oeste de Etiopía, 63.262 personas. Se creó para los refugiados de la guerra civil del Sudán en 1993, pero los refugiados también llegaron en 2012 y desde 2013 de varios conflictos en la región. El 64% son del pueblo nuer y el 35% del pueblo anuak.[10]

- Panian, Paquistán, 62.264 personas. Creado en la década de 1980, acoge refugiados de Afganistán, pero la inestabilidad creciente ha reducido el número de repatriaciones.

- Breidjing, unas 40.000 personas, al este de Chad. Alberga huidos de la región de Darfur en Sudán.[11] Desde 2003, en Chad han acogido a cerca de 1 millón de somalíes que huían de los enfrentamientos entre las tropas rebeldes y las milicias progubernamentales. Bredging es el nombre de un pueblo de 960 habitantes ubicado apenas a un kilómetro de distancia del campamento.[12]

- Campos al sur de Chad alojan aproximadamente a 50.000 refugiados de la República Centroafricana.

- El campo de refugiados de Buduburam alberga a más de 12.000 liberianos.[13]

- Campos para los tamiles de Sri Lanka con 110.000 refugiados en India en 1998, y más de 560.000 desplazados internos.

- Campos de refugiados saharauis cerca de Tinduf, Argelia, abiertos en 1975, donde algunos lo habitan hace más de 40 años.
- Campos en la frontera entre Tailandia y Camboya entre 1979 y 1993: Nong Samet, Nong Chan, Sa Kaeo, Site Two, Khao-I-Dang.

- Centro de recepción de inmigrantes de Lampedusa, isla del sur de Italia a la cual llegan numerosas balsas de inmigrantes procedentes del norte de África y Oriente Medio.

- Campos de refugiados venezolanos en Boa Vista, entre la frontera Venezuela-Brasil, por su cercanía varios refugiados venezolanos llegan a la ciudad brasileña para escapar de la crisis que afronta su país.

- Campos de refugiados palestinos, instalados a partir de la guerra árabe-israelí de 1948 en Cisjordania, Franja de Gaza, Jordania, Líbano y Siria. Cuentan con casi 5 millones de refugiados.[14]

## Supervisión
El desarrollo y organización de los campamentos pueden supervisarse vía satélite, con el objetivo de comprender y supervisar una emergencia durante un periodo.

## Campos de refugiados por conflictos

### El conflicto sirio

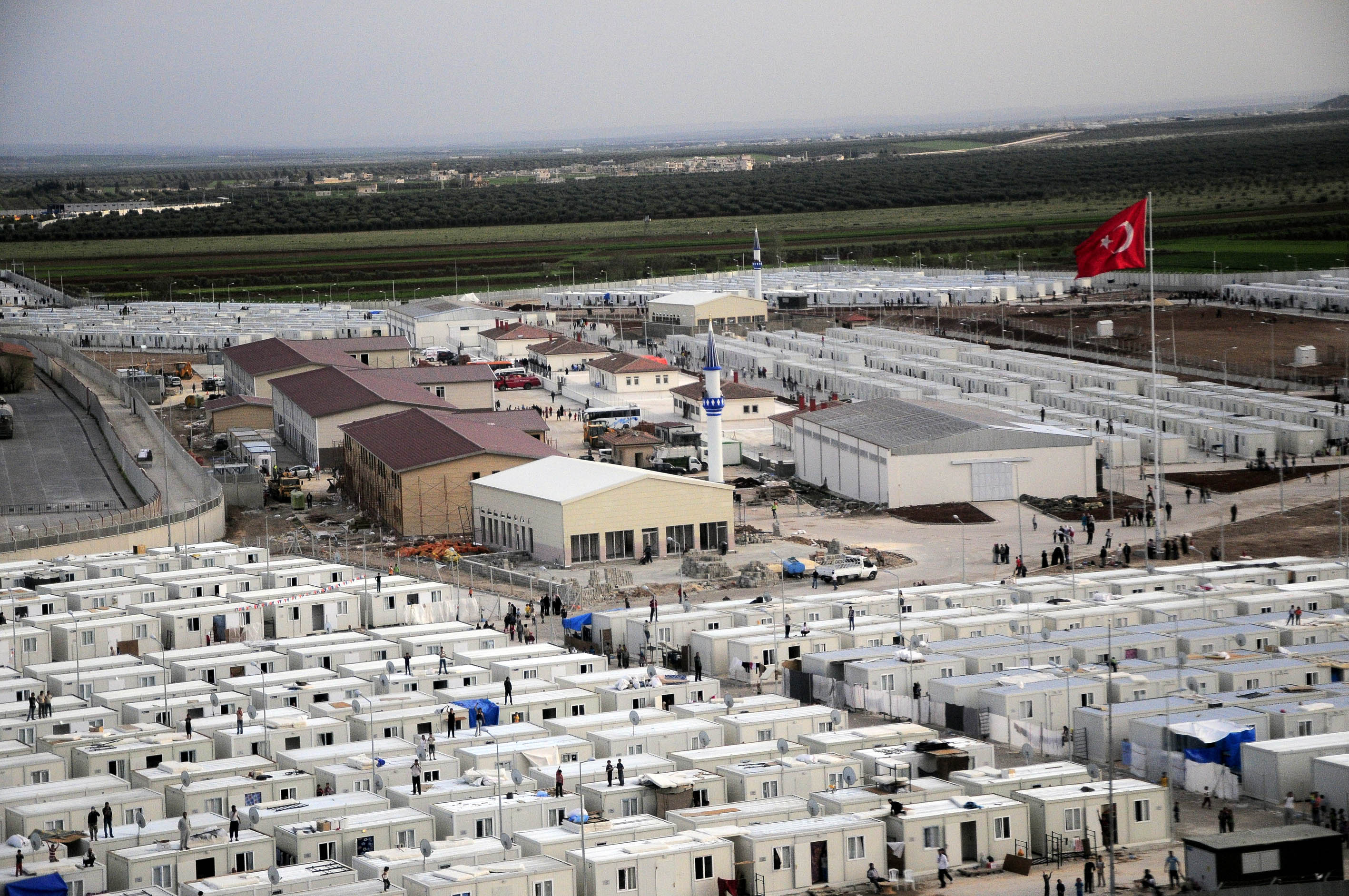
Campo de contenedores de Kilis (Turquía) en abril de 2012. Estaba habitado por refugiados de la guerra civil siria.

El conflicto sirio ha provocado la huida de unos 7 millones de personas a los países vecinos. El número de migrantes y su origen ha ido cambiando con los años.
- En Jordania hay cinco campos de refugiados creados a raíz de la Guerra civil siria. Tres de ellos son oficiales, y los otros dos, temporales. Los oficiales son Zaatari (desde julio de 2012, unas 80 000 personas), Mrajeeb Al Fhood (abril de 2013, poco más de 4000 personas) y Azraq (abril de 2014, unas 33 000 personas). Del millón y medio de huidos de Siria, solo 660 000 fueron registrados por Naciones Unidas, el resto vive en ciudades y pueblos de Jordania.
- En Turquía hay unos 3 millones de refugiados sirios, de los cuales 260.000 vivían en 22 campos en mayo de 2017. Estos campos, conocidos como Temporary Accommodation Centers o Temporary Protection Centers (TPCs), son gestionados por la Disaster and Emergency Management Presidency of Turkey y espaldados por Naciones Unidas y diversas ONG. Varios campos fueron abiertos y luego cerrados por razones de seguridad, como los de Derik y Nusaybin. En junio de 2019, había en conjunto 4 millones de refugiados en Turquía, de los que 3,614 millones procedían de Siria, 172.000 de Afganistán, 143.000 de Irak y 57.000 de otras nacionalidades.[16]

| Turquía, provincia | Nombre de campo                          | Población | Total   |
| ------------------ | ---------------------------------------- | --------- | ------- |
| Hatay              | Altınözü (1 y 2), campo de contenedores  | 8,062     | 19,790  |
| Hatay              | Yayladağı (1 y 2), campo de contenedores | 3,746     | 19,790  |
| Hatay              | Apaydin, campo de contenedores           | 5,229     | 19,790  |
| Hatay              | Güveççi, campo de tiendas                | 2,753     | 19,790  |
| Sanlıurfa          | Ceylanpınar, campo de tiendas            | 21,176    | 113,172 |
| Sanlıurfa          | Akçakale, campo de tiendas               | 31,598    | 113,172 |
| Sanlıurfa          | Harran, campo de contenedores            | 13,761    | 113,172 |
| Sanlıurfa          | Viranşehir, campo de tiendas             | 15,157    | 113,172 |
| Sanlıurfa          | Suruç, campo de tiendas                  | 31,480    | 113,172 |
| Gaziantep          | Islahiye 1, campo de tiendas             | 7,372     | 38,543  |
| Gaziantep          | Islahiye 2, campo de tiendas             | 10,061    | 38,543  |
| Gaziantep          | Karkamış, campo de tiendas               | 6,605     | 38,543  |
| Gaziantep          | Nizip 1, campo de tiendas                | 10,033    | 38,543  |
| Gaziantep          | Nizip 2, campo de contenedores           | 4,472     | 38,543  |
| Kilis              | Kilis, campo de contenedores             | 15,735    | 36,076  |
| Kilis              | Elbeyli Besiriye, campo de contenedores  | 20,341    | 36,076  |
| Kahramanmaraş      | Merkez, campo de contenedores            | 18,214    | 18,214  |
| Osmaniye           | Cevdetiye, campo de tiendas              | 7,304     | 7,304   |
| Adıyaman           | Merkez, campo de tiendas                 | 9,625     | 9,625   |
| Adana              | Sarıçam, campo de tiendas                | 555       | 555     |
| Mardin             | Midyat, campo de tiendas                 | 3,373     | 3,373   |
| Malatya            | Beydağı, campo de contenedores           | 10,227    | 10,227  |

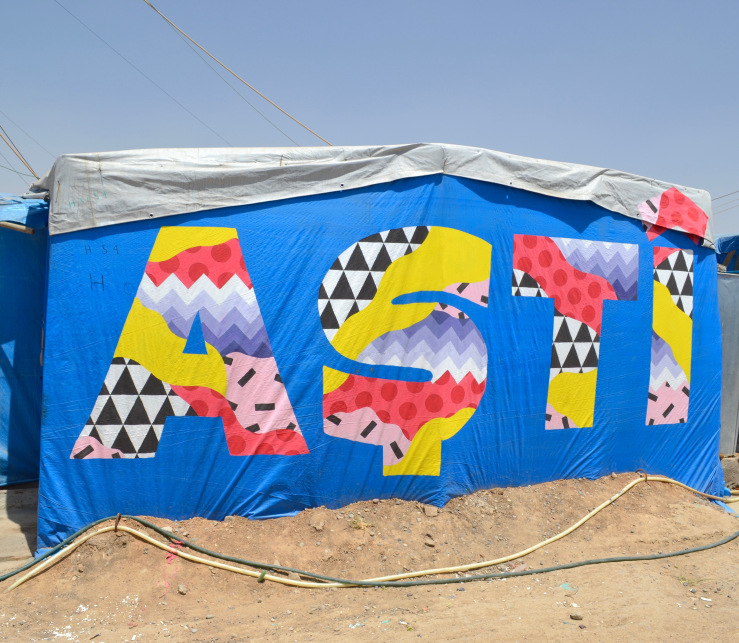
Tienda de refugiados en Irak (pintada por la artista Seb Toussaint)

- En Líbano hay 1,5 millones de refugiados, la cuarta parte de la población del país en febrero de 2017. Un millón estaban registrados por Naciones Unidas hasta 2015, pero después el registro ha sido imposible. Antes de la crisis siria, había 280.000 refugiados palestinos, 32.000 sirios y 6000 iraquíes. Con la guerra, entre 1 y 1,5 millones de sirios necesitaron ayuda humanitaria. Se activó el Plan de respuesta a la crisis del Líbano,[18] y hoy el 12% de refugiados vive en casas informales (tiendas y chabolas), el 17% en casas no residenciales (tiendas, garajes, talleres) y el 71% vive en casas regulares.
- En Irak había en 2016 unos 231.000 refugiados sirios, de los cuales el 97% viven en el Kurdistán iraquí, donde también se alojan 1 millón de desplazados del propio país, la cuarta parte de la población de la región. La mayoría de refugiados (61%) y desplazados (80%) viven en zonas urbanas, de los arrabales o en zonas rurales.[19] Unos 90.000 refugiados viven en campos registrados por la ACNUR. Los desplazados internos están repartidos en unos 40 campos, y los refugiados sirios en 9 campos.

| Irak, Gobernación | Nombre de Campo | Población | Total  |
| ----------------- | --------------- | --------- | ------ |
| Dohuk             | Domiz 1         | 31,554    | 49,156 |
| Dohuk             | Domiz 2         | 8,300     | 49,156 |
| Dohuk             | Gawilan         | 8,124     | 49,156 |
| Dohuk             | Akre            | 1,178     | 49,156 |
| Erbil             | Darashakran     | 12,387    | 32,680 |
| Erbil             | Kawergosk       | 9,090     | 32,680 |
| Erbil             | Qushtapa        | 7,716     | 32,680 |
| Erbil             | Basirma         | 3,487     | 32,680 |
| Solimania         | Arbat           | 8,111     | 8,111  |
| Ambar             | Al-Obaidi       | 1,500?    | 1,500? |

- En Egipto, en febrero de 2017, había unos 120.000 refugiados sirios y buscadores de asilo, con 80.000 más procedentes de Sudán, Etiopía y otros países africanos. Sin embargo, no hay campos de refugiados.

- Hay refugiados sirios, aunque no en campos, en Armenia (14.700 en junio de 2019),[21] Kuwait (120.000) y Arabia Saudita (100.000).

#### Refugiados en Grecia y Europa
El número y origen de los refugiados en Europa ha ido cambiando. En el momento álgido, en 2016, llegan 235.300 personas, en 2018, 58.000, y en la primera mitad de 2019, 37.100, de los que 18.400 llegan a Grecia, 13.300 a España, 2.800 a Italia y 1.300 a Chipre. Los orígenes son muy diversos. A España llegan principalmente de Marruecos (4.300), Malí (1.700), Guinea (1.600), Costa de Marfil (1.200), Senegal (1.100), Argelia (900) y Siria (500). A Italia llegan desde Túnez (600). Pakistán (400), Argelia (300), Irak, Costa de Marfil, Bangladés y Sudán. A Grecia, de Afganistán (4.500), Siria (2.000), la RDC (1.500), Irak (1.300), Palestina (1.200), Somalia, Camerún, Irán y Ghana.
- En Grecia había en 2016 unos 62.000 refugiados repartidos en lugares de acogida y campos.[23] En 2019, Amnesty International estimaba que había 12.500 refugiados atrapados en campos en las islas de Lesbos (7.081 en los campos de Kara Tepe y Moria), Evros (6.237), Samos (3.193), Chios (2.040), Kos (2.559), Leros, Symi (499), (1.637), Rodas (87) y Kastelórizo (55).[24] además de 38.000 en la península. El mayor número de refugiados se produce entre 2015 y 2016. En 2019, el origen ha cambiado, la mayor parte vienen de Afganistán (4.524 en los primeros seis meses), seguidos de Siria (2002), la RDC (1.543)), Irak y Palestina. En conjunto, los refugiados se encuentran en 14 ciudades de Grecia y 6 islas. La mayoría están en Atenas y Tesalónica. También hay campos en el continente, por ejemplo, el de Diavata, en Macedonia Central, el del puerto de Tesalónica, el de Vasilika, en Macedonia Central y el de Nea Kavala,[25] en la frontera de Grecia con Macedonia del Norte, cerca de Polykastro.

### El conflicto palestino-israelí
De la guerra árabe-israelí de 1948 y la consiguiente expulsión o huida de dos tercios de la población árabe de Palestina resultaron unos 750.000 refugiados palestinos. Tras la negativa de Israel a aceptar el retorno de los refugiados tras el cese de hostilidades, la ONU creó la Agencia de Naciones Unidas para los Refugiados de Palestina en Oriente Próximo (UNRWA en sus siglas inglesas), que desde entonces ha creado y gestionado 58 campos de refugiados en Jordania, Líbano, Siria, la Franja de Gaza y Cisjordania, incluyendo Jerusalén oriental. En 2019, el número total de refugiados en los distintos países era de 5,4 millones. De ellos, 1,4 millones viven en campos de refugiados, mientras que el resto se han integrado en ciudades o pueblos.
- En Cisjordania había, en 2019, 828.328 refugiados viviendo en 19 campos: Aida, Amari, Aqabat Jabr, al-Arrub, Askar, Balata, 'Azza, Beit Ilma, Deir Ammar, Dheisheh, Ein Sultan, Far'a, Fawwar, Jalazone, Yenín, Kalandia, Nur Shams, Shufat y Tulkarem. A estos hay que añadir el Qaddura, no reconocido por UNRWA[29][30]
- En la Franja de Gaza, con una población de 1,9 millones de personas que incluye a 1.388.455 refugiados, había, en 2017, medio millón de palestinos repartidos en ocho campos de refugiados: Jabalia, Shati, Nuseirat, Bureij, Maghazi, Deir al-Balah, Jan Yunis y Rafah.[31][32][33]
- En 2019 había en Jordania 2.206.736 refugiados palestinos y 10 campos de refugiados: Wehdat, Baqa'a, Husn Camp, Irbid, Jabal el-Hussein, Jerash, Marka, Souf, Talbieh y Zarka. Además, hay tres campos de refugiados no reconocidos oficialmente por UNRWA, aunque sí por el gobierno jordano.[34] La gran mayoría de los refugiados palestinos en Jordania tienen la nacionalidad jordana, salvo los 100.000 que provienen de localidades de la Franja de Gaza.[34]
- En Líbano había en 2019 469.555 refugiados palestinos, de los que la mayoría vivían en los 12 campos de refugiados: Beddawi, Burj al-Barajneh, Burj al-Shemali, Dbayeh, Ain al-Hilweh, El-Buss, Mar Elias, Mieh Mieh, Nahr el-Bared, Rashidieh, Sabra y Chatila, y Wavel.[35] Los refugiados palestinos en el Líbano son ciudadanos de segunda, ya que no tienen reconocidos sus derechos humanos básicos. No pueden acceder a los servicios públicos y tienen prohibido desempeñar 39 profesiones.[35]
- En 2019 había en Siria 551.873 refugiados palestinos, de los cuales, 254.000 eran además desplazados internos por la guerra civil siria. A fecha de 2019, UNRWA (Agencia de Naciones Unidas para los Refugiados de Palestina en Oriente Próximo) controlaba 9 campos de refugiados, incluidos Homs y Yarmouk, donde en 2017 continuaba la guerra por su control,[36] y Neirab, que fue bombardeado en 2019.[37] Con la guerra, la mitad de los refugiados se han marchado. Antes de la guerra, los campos eran: Sbeineh, Khan Dannoun, Khan Eshieh, Neirab, Homs, Jaramana, Qabr Essit, Deraa, Hama y Yarmouk. Además, el campamento de Latakia es un campamento no oficial cercano a la ciudad homónima.[38]

### El conflicto saharaui
En las inmediaciones de Tinduf, en Argelia, a consecuencia del conflicto del Sahara Occidental el Frente Polisario fundó cinco campos de refugiados con los nombres de las ciudades del Sahara Occidental: El Aaiún, Auserd, Smara, Bojador-Dajla y Rabuni. El censo de refugiados no es riguroso, y varía según la fuente. Según las fuentes afines a la RASD las cifras de refugiados eran 160.000 en 2013 y según UNHCR 173.600 en 2017.
| Tinduf, Argelia | Nombre de Campo | Población | Total   |
| --------------- | --------------- | --------- | ------- |
| Tinduf          | Smara           | 50.700    | 173.600 |
| Tinduf          | El Aaiún        | 50.500    | 173.600 |
| Tinduf          | Auserd          | 36.400    | 173.600 |
| Tinduf          | Dajla           | 19.500    | 173.600 |
| Tinduf          | Boujdour        | 16.500    | 173.600 |

### El conflicto de Sudán del Sur
Desde 2013, las guerras tribales de Sudán del Sur han desplazado a cerca de 4 millones de personas de sus hogares. En mayo de 2019, había 2.311.724 refugiados procedentes de Sudán del Sur repartidos entre Sudán (858.090), Uganda (833.785), Etiopía (401.594), Kenia (116.211) y República Democrática del Congo (102.044).
- En Sudán, en 2016, había 3,57 millones de personas refugiadas por los conflictos bélicos y la sequía. De estos, se estima que 3,2 millones de personas eran desplazados internos y otros 355.361 eran refugiados en busca de asilo. El origen de los afectados era Sudán del Sur (63%), Eritrea (29%), Etiopía y Chad (3%), y otras nacionalidades.[42] La mayor parte de los refugiados de Sudán vive en asentamientos en localidades que han visto aumentar su población, pero muchos se albergan todavía en campos de refugiados-
  - En Darfur Oriental se hallaban en 2019 los campos de refugiados de Al Nimir (10.376 hab.) y de Kario (28.470 hab.)
  - En el estado de Nilo Blanco hay nueve campos: Dabat Bosin (3557), Al Jameya (6902), Jouri (10.919), Al Redis 1 (11,399), El Kashafa (13.009), Alagaya (19214), Um Sangor (25.657), Al Redis 2 (26.065) y Khor Al Warel (45.424).[43]

- En la República Democrática del Congo había, en 2019, 548.153 refugiados y demandantes de asilo. La mayoría procedían de Ruanda (216.451), la República Centroafricana (172.809), Sudán del Sur (102.044) y Burundi (45.336).

- En Uganda existen varios campos de refugiados para los sudaneses del sur. Entre ellos, el campo de refugiados de Kiryandongo, creado en 1954 por la administración británica para albergar a los refugiados que huían de la Rebelión del Mau Mau. En la década de 1990, se reconvirtió para acoger a los acholi que huían de las Fuerzas Armadas de Sudán del Sur, y en 2002 sirvió para acoger a los refugiados congoleños que iban de paso al campo de Kyangwali, procedentes del campo de Achol-Pii, que se estaba cerrando. En 2017, el campo de Bidi Bidi, que se estaba convirtiendo en una ciudad,[44] era el más grande del mundo, con 270.000 sudaneses del sur, hasta que fue superado en 2018 por el campo de Kutapalong en Bangladés. En el distrito de Adjumani hay 18 asentamientos de refugiados, en el de Arua se halla el campo de refugiados de Rhino, con 6 zonas (91.184 hab.) y una extensión (Zona 7), y el campo de Imvepi, con 3 zonas; en el Koboko, el campo de refugiados de Lobule, con 2 zonas), en el distrito de Moyo, el de Palorinya, con 4 zonas, y en el distrito de Yumbe, el campo de refugiados de Bidi Bidi.

- En Kenia había, en julio de 2019, 116.211 refugiados sudaneses del sur. El campo de refugiados de Kakuma, al noroeste del país, se abrió en 1992 para albergar a los niños perdidos de Sudán, pero luego acogió a la gente que huía de Sudán del Sur y a miles de etíopes y somalíes.[45] La saturación del campo, ya dividido en cuatro partes, hizo que se creara, a 20 km del pueblo de Kakuma, el asentamiento integrado de Kalobeyei.[46] Entre ambos, albergaban, en 2019, a más de 180.000 personas.

- En Etiopía había, en 2019, más de 400.000 refugiados de Sudán del Sur. En total, en Etiopía había 883.546 refugiados registrados, procedentes de Sudán, Sudán del Sur, Eritrea y Somalia, repartidos en 26 campos de refugiados. En la región de Gambella había, en junio de 2018, 364.364 refugiados de Sudán del Sur, de los que 72.722 se hallaban en el campo de refugiados de Tierkidi;[47] 68.176 en el campo de refugiados de Pugnido[48] y Pugnido 2; en el campo de refugiados de Kule[49] había 53.342 personas en diciembre de 2017, y en el campo de refugiados de Okugo había 13.916 personas.[50]

### El conflicto de Darfur en Sudán
- En Chad había, en octubre de 2018, 447.125 refugiados registrados, de los que 336.809 procedían de Sudán, huyendo de la violencia en la región de Darfur que se inició en 2003, y 101.777 de la República Centroafricana, huyendo de la guerra civil que se dio entre 2013 y 2017. Al este de Chad, cerca de la frontera con Sudán, los campos de refugiados se dividen en tres zonas: Iriba, con 7 campos; Farchana, con 5 campos, y Goz Beida, con 5 campos. A finales de 2018, los datos eran los siguientes:[51]

| Chad, zona | Nombre de Campo | Población | Total   |
| ---------- | --------------- | --------- | ------- |
| Iriba      | Oure Cassoni    | 30.141    | 141.773 |
| Iriba      | Touloum         | 25.009    | 141.773 |
| Iriba      | Amn Aback       | 23.145    | 141.773 |
| Iriba      | Iridimi         | 20.653    | 141.773 |
| Iriba      | Kounoungou      | 19.534    | 141.773 |
| Iriba      | Mile            | 20.546    | 141.773 |
| Iriba      | Estimation      | 2745      | 141.773 |
| Farchana   | Bredjing        | 46.898    | 127.639 |
| Farchana   | Farchana        | 29.171    | 127.639 |
| Farchana   | Gaga            | 25.670    | 127.639 |
| Farchana   | Treguine        | 24.985    | 127.639 |
| Farchana   | Estimation      | 915       | 127.639 |
| Goz Bedia  | Goz Amir        | 34.755    | 67.517  |
| Goz Bedia  | Djabal          | 22.668    | 67.517  |
| Goz Bedia  | Kerfi           | 1.769     | 67.517  |
| Goz Bedia  | Estimation      | 5.489     | 67.517  |
| Goz Bedia  | Abgadam         | 2.836     | 67.517  |

### El conflicto de la República Centroafricana
La guerra civil en la República centroafricana ha dado lugar a refugiados en los países vecinos: Camerún (288.052), República Democrática del Congo (172.809), Chad (103.562), República del Congo (31.688), Sudán (9.289) y Sudán del Sur (2.013). En mayo de 2019 se estimaba que había en estos países 613.031 refugiados procedentes de la RC.
- En la RDC había, en 2019, 172.809 refugiados de la República Centroafricana.[53] De estos, 42.008 se encontraban en los siguientes campos de refugiados: Boyabo[54] (17.182), Mole (14.857), Libenge (5.585), Zongo (3.502) y Gemena (882).[55][56]

- En Chad había, en 2019, 103.562 refugiados de la República Centroafricana. En la zona de Goré, al sur de Chad, había los siguientes campos: Belom (22.251 hab.), Dosseye (16.067), Amboko (10.873), Villages d'Accueil (8.681), Gondje (9.024), Moyo (8.382), Doholo (6.511), Diba/Vom (4.704) y Moissala (9.946).[57]

- En Camerún había, en 2019, 384.260 refugiados procedentes de diversos países, de los que 286.052 eran originarios de la República Centroafricana[58] y 94.847, de Nigeria, estos albergados principalmente en el campo de refugiados de Minawao(58.561),[59] en el nordeste del país. Entre los campos de refugiados de la RC: Borgop, Ngam, Gado Badzere, Timangolo, Mbile, Lolo y Yokadouma.

### El conflicto de Kivu en la RDC
En 2017, cerca de 1,7 millones de personas fueron forzadas a abandonar sus hogares en la RDC a causa del conflicto de la región de Kivu, en el norte del país.
En junio de 2019, había 861.077 refugiados y demandantes de asilo registrados procedentes de la RDC en Uganda (353.379), Tanzania (79.463), Burundi (77.385), Ruanda (75.579), Sudáfrica (59.480), Zambia (43.470), Kenia (41.899), Angola (37.520), Malaui (24.340), República del Congo (23.967), Sudán del Sur (15.568), Zimbabue (10.524) y otra decena de países.
- En Uganda hay varios campos que acogen a los refugiados congoleños. En 2017, había entre 27.000 y 30.000 refugiados congoleños en el campo de Kyaka II. Este campo se abrió cuando se decidió cerrar Kyaka I, que llevaba 21 años de servicio, durante la repatriación de los refugiados ruandeses. En Kyaka II había, en junio de 2018, 62.535 refugiados.[61] El campo de Nakivale, en el sur de Uganda, albergaba, en mayo de 2019, 119.587 refugiados procedentes de la RDC, Burundi, Somalia, Ruanda, Etiopía, Eritrea y otros países.[62] El campo de Oruchinga,[63] en el sur de Uganda, albergaba, a principios de 2018, más de 6900 refugiados procedentes de la RDC, Burundi y Ruanda. El campo de refugiados de  Rwamwanja,[64] tenía, a principios de febrero de 2017, 62.192 habitantes procedentes del conflicto de Kivu, en el Congo.

### El conflicto de Eritrea con Etiopía
- En Etiopía había, en 2018, cuatro campos con refugiados eritreos procedentes de la guerra entre Etiopía y Eritrea y después el conflicto fronterizo Eritrea-Etiopía,[65] terminado en 2018.[66] En la zona de Shire, al noroeste, donde había en 2017 37.580 refugiados, se encuentran los campos de Shimelba[67] (5.953 hab.), Mai-Aini (17.825 hab.), Adi-Harush (10.599)[68] y Hitsats (15.017 en octubre de 2017).[69]

- En Sudán, en el este del país, había, en enero de 2019, 96.993 refugiados, la mayría de los cuales procedían de Eritrea, pero también de Etiopía, repartidos en nueve campos: Shagarab I (29.447), Wad Sharifey (18.176), Um Gargour (11.572), Shagarab II (11.107), Kilo 26 (9879), Shagarab III (6354), Girba (6206), Abuda (3410) y Fau V (842).[70]

### El conflicto de los afar en Eritrea
En Etiopía, al este de la región de Tigray, se encuentra el campo de refugiados de Berhale, y, en la región Afar, el campo de refugiados de Aysaita, para acoger a los afar de Eritrea que huyen de su país; entre ambos campos hay 34.920 refugiados.

### El conflicto de Somalia
En Etiopía, en la región Somalí, al sur del país, había, en julio de 2019, 140.732 refugiados somalíes repartidos en los campos de refugiados de Hilaweyn (31.471), Melkadida (29.651, Kobe (27.863), Buramino (27.788) y Bokolmanyo (23.959 hab.).

## Refugiados por país

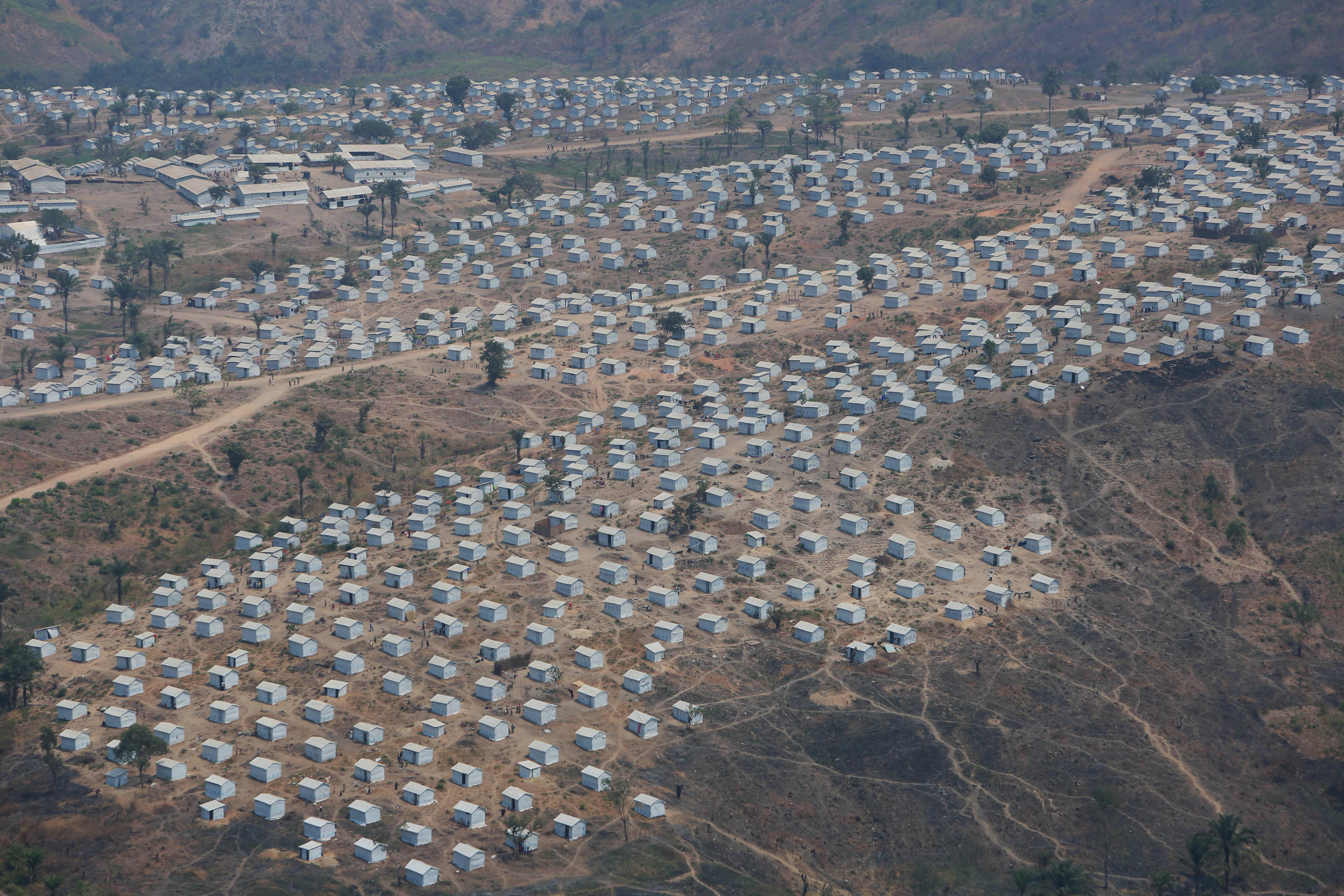
Vista aérea del campo burundés de Lusenda en la RDC.

### Turquía
Es el país con más refugiados del mundo a causa de la Guerra civil siria. En junio de 2019 había 4 millones de refugiados y demandantes de asilo en Turquía. El 31 de julio de 2019 había 3.643.870 refugiados procedentes de Siria. En agosto de 2018, había, además, 164.351 refugiados procedentes de Afganistán, 142.576 procedentes de Irak, 37.732 de Irán, 5.518 de Somalia, y 11.515 de otros países. Turquía solicitaba en ese momento 436 millones de euros para financiar su mantenimiento.

### Bangladés
Es el segundo país con más refugiados del mundo a causa del conflicto de Birmania con los rohinyás. En mayo de 2019 había 910.908 refugiados en Bangladés en la zona de Cox's Bazar, en el campo de refugiados de Kutupalong. Durante este mes, ya habían sido registrados unos 300.000 rohinyá con el nuevo documento de identidad de Bangladés.

### Uganda
En este país, había, en julio de 2019, 1.313.802 refugiados, aunque es un número que varía constantemente. La mayor parte de ellos procede de Sudán del Sur (63,8%, 838.323), seguidos de la República Democrática del Congo (27,8%, 365.883), y ya muy lejos, Burundi (42.334), Somalia, Ruanda, Eritrea, Etiopía, Sudán y otros. En Uganda hay 11 campos de refugiados: Achol-Pii, Bidi Bidi, Impevi, Kampala, Kiryandongo, Kyaka II, Kyangwali, Nakivale, Pagirinya, Rhino Camp y Rwamwanja. Es uno de los seis países africanos que participa en el Comprehensive Refugee Response Framework (CRRF), Marco de respuesta global a los refugiados.

### Etiopía
En este país, había, en junio de 2019, 905.831 refugiados, el segundo país de África después de Uganda. La mayoría procedentes de Sudán del Sur (401.594), Somalia (253.840), Eritrea (112.498) y Sudán (62.461). El resto, de Yemen (1.809), y otros países (73.629). Del total de refugiados, 170.930 han sido registrados mediante el BIMS de ACNUR (Biometric Identity Management System), consistente en identificar a las personas en razón de sus características físicas: huellas dactilares y rostro. En enero de 2019, el gobierno de Etiopía instó al casi millón de refugiados a buscar trabajo y salir de la veintena de campos de refugiados que hay en el país. Hasta ese momento, no les estaba permitido trabajar. La razón del cambio es que Etiopía es uno de los seis países africanos que participa en el Comprehensive Refugee Response Framework (CRRF), Marco de respuesta global a los refugiados, adoptada por los 193 miembros de Naciones Unidas en septiembre de 2016 para respetar los derechos humanos de los refugiados y emigrantes y apoyar a los países que los acogieran. En abril de 2019, los países del este de África que formaban parte del CRRF eran Etiopía, Kenia, Ruanda, Uganda, Tanzania y Zambia.

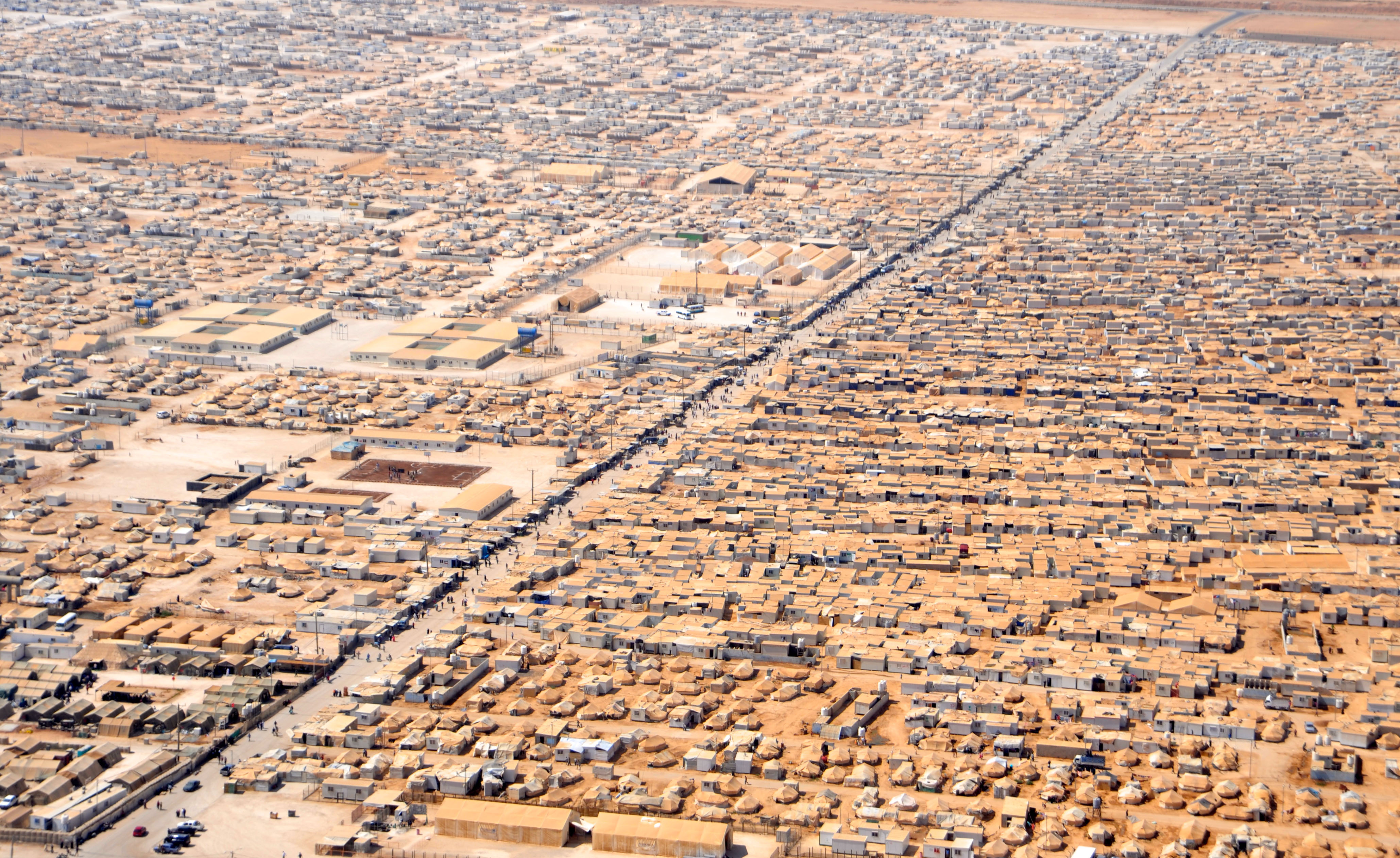
Campo de refugiados de Zaatari, en Jordania.

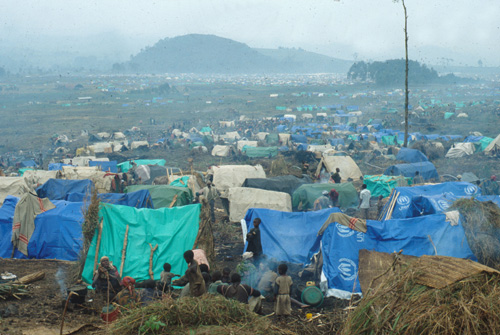
Campo de refugiados ruandés en Zaire (RDC) en 1994, después del genocidio.

### Jordania
En abril de 2019, había en Jordania casi tres millones de refugiados. Los datos de UNRWA reflejan 2.206.736 refugiados palestinos en el país, mientras que los de ACNUR manifiestan la presencia de 756.551 refugiados procedentes de más de 50 países, la mayor parte de Siria (665.498), seguido a larga distancia por Irak (67.852), Yemen (14.645), Sudán (6.174), Somalia (793), y otros (1.789). El 83% vivían en zonas urbanas (Amán, 195.404; Mafraq, 159.923; Irbid, 137.539, y Zarqa, 95.112)), y el 16,3% en tres campos de refugiados: Zaatari (76.892 personas en junio de 2019), Azraq (35.850 personas en julio de 2019) y Mrajeeb Al Fhood, también conocido como Emirati Jordanian Camp. En agosto de 2019, había registrados en Jordania 660.330 refugiados procedentes de Siria, de los que 123.210 estaban internados en campos.

### República democrática del Congo
En junio de 2019, había en este país 548.153 refugiados, de los que un 26,2% se hallaban en campos de refugiados y asentamientos. El origen de los refugiados era principalmente Ruanda (216.451), República Centroafricana (172.809), Sudán del Sur (102.044) y Burundi (45.336), repartidos en 5 campos de refugiados centroafricanos (Mole, Boyabu, Bili, Inke y Mboti), 4 de refugiados de Sudán del Sur (Nambili, Kaka, Meri y Biringi, más una zona urbana, Dungu) y 1 de refugiados de Burundi (Lusenda). Al mismo tiempo, había en otros países 861.077 refugiados de la RDC, la mayoría en Uganda (353.379), además de unos 4,5 millones de personas del propio país desplazadas de sus hogares. Estos se concentraban en su mayoría en campos de desplazados situados al norte de Goma, entre ellos Kikuku, Kashoga, Kalembe, Ibuga, Bukombo, Kalengera, Kalinga, Kahe, Mungote, Mweso, Kasoko, Kyondo y Nyanzalé Marché, en la provincia de Kivu Norte.

### Kenia
En este país había, en mayo de 2019, 476.695 refugiados, la mayoría de los cuales procedían de Somalia (359.695), Sudán del Sur (117.472), la RDC (41.695), Etiopía (27.157), Burundi (13.882), Sudán (10.238), Uganda (2.381) y otros. Los campos de refugiados más importantes son Dadaab (211.544 hab.), procedentes de Somalia, y Kakuma (190.181 hab.), procedentes de Sudán del Sur. En las zonas urbanas en torno a Nairobi había 74.970 refugiados.

### Camerún
En este país había, en junio de 2019, 384.260 refugiados y 8.920 demandantes de asilo. De estos, 286.052 procedían de la República Centroafricana, 94.847 de Nigeria, 1.597 de Chad y menos de 1000 de una decena de países. Añadiendo las personas desplazadas pro conflictos internos, suman 1.534.189 personas, de los que 530.806 en las regiones occidentales y 262.831 en el norte. La mayoría de refugiados se encuentran en áreas rurales. En junio de 2019, en el campo de refugiados de Minawao, en el sudoeste, había 58.561 personas procedentes de Nigeria, la mayoría procedentes del estado de Borno, debido a las actividades de Boko Haram.

### Tanzania
En este país, había, en junio de 2019, 308.439 refugiados, casi todos en el noroeste, de los que 265.831 vivían en campos y 19.337 en asentamientos. El 74% procedían de Burundi y el 25,8%, de la RDC. Los principales campos de refugiados, cerca de la frontera con Burundi: Mtendeli (34.500), Nduta (86.071) y Nyarugusu (145.260), además de los pueblos de Kigoma (23.047) y los asentamientos de Katumba (10.831). Mishamo (3.288) y Uyanduku (5.068).

### Ruanda
En noviembre de 2017, había 172.000 refugiados en este país, de los que el 46% procedían de la RDC y se alojaban en cinco campos (Kigeme, 19.957 hab.; Mugombwa, 9.041 hab.; Kiziba, 17.166 hab.; Gihembe, 12.418 hab., y Nyabiheke, 14.469 hab., en marzo de 2017), y el 53% procedían de Burundi y se alojaban en el campo de refugiados de Mahama (55.260 personas en marzo de 2017) y en zonas urbanas. Desde 1994,, ACNUR ha ayudado a reintroducir casi 3,5 millones de refugiados que habían huido durante el genocidio contra los tutsis. El estatus de refugiados se anuló en dic de 2017.

### Libia
En mayo de 2019, en Libia había registradas 50.605 personas refugiadas y demandantes de asilo, procedentes de Siria (20.491), Sudán (12.166), Eritrea (7.018), Palestina (5.177), Somalia (2.914), Irak (1.535), Etiopía (945) y otros países (359), además de 268.629 desplazados internos del propio país, a causa de la guerra. ACNUR consideraba en 2017 que 13 millones de personas necesitaban asistencia humanitaria en Libia. Los campos de refugiados han sido sustituidos aquí por centros de detención, de los que los más poblados son: en Trípoli, Triq al Sika y Tajoura; al oeste, Ghiryan al Hamra, Surman (mujeres), Azzawya Al Nasr, Anjila (Janzour), Alkhums, Zliten y Kararim (Misrata); al sur, Algatroun y Alkufra, y al este, Ejdabia, Ganfouda, Albayda, Shahhat y Tobruk hasta un total de 33. Desde aquí salen los inmigrantes que viajan a Europa desde una quincena de puertos de embarque, de oeste a este: Zwara, Sabratha, Surman, Azzawya (refinería) y Azzawya Marsa Dila, Al Maya, Janzour, tres en Trípoli, Tajoura, Garaboli, Bsis, Alkhums, Ziten y Misrata.

### Campos gestionados por el ACNUR entre 2006 y 2014
| Country       | Camp                | 2006   | 2007   | 2008    | 2009    | 2010    | 2011    | 2012    | 2013    | 2014    |
| ------------- | ------------------- | ------ | ------ | ------- | ------- | ------- | ------- | ------- | ------- | ------- |
| Chad          | Am Nabak            | 16,504 | 16,701 | 16,696  | 17,402  | 18,087  | 20,395  | 23,611  | 24,513  | 25,553  |
| Chad          | Amboko              | 12,062 | 12,002 | 12,057  | 11,671  | 11,111  | 11,627  | 11,297  | 10,719  | 11,819  |
| Kenia         | Dagahaley, Dadaab   | 39,526 | 39,626 | 65,581  | 93,179  | 93,470  | 122,214 | 121,127 | 104,565 | 88,486  |
| Chad          | Djabal              | 15,162 | 15,602 | 17,153  | 15,693  | 17,200  | 18,083  | 18,890  | 19,635  | 20,809  |
| Yemen         | Al Kharaz           | 9,298  | 9,491  | 11,394  | 16,466  | 14,100  | 16,904  | 19,047  | 16,816  | 16,500  |
| Chad          | Breidjing           | 28,932 | 30,077 | 32,669  | 32,559  | 34,465  | 35,938  | 37,494  | 39,797  | 41,146  |
| Malawi        | Dzaleka             | 4,950  | 8,690  | 9,425   | 10,275  | 12,819  | 16,853  | 16,664  | 16,935  | 5,874   |
| Chad          | Farchana            | 18,947 | 19,815 | 21,183  | 20,915  | 21,983  | 23,323  | 24,419  | 26,292  | 27,548  |
| Kenia         | Hagadera, Dadaab    | 59,185 | 70,412 | 90,403  | 83,518  | 101,506 | 137,528 | 139,483 | 114,729 | 106,968 |
| Sudán         | Girba               | 8,996  | 9,081  | 5,120   | 5,645   | 5,592   | 5,570   | 6,252   | 6,295   | 6,306   |
| Chad          | Gondje              | 12,624 | 12,664 | 12,700  | 11,184  | 9,586   | 10,006  | 11,717  | 11,349  | 12,138  |
| Kenia         | Ifo, Dadaab         | 54,157 | 61,832 | 79,469  | 79,424  | 97,610  | 118,972 | 98,294  | 99,761  | 83,750  |
| Chad          | Iridimi             | 17,380 | 18,269 | 19,531  | 18,154  | 18,859  | 21,329  | 21,083  | 21,976  | 22,908  |
| Kenia         | Kakuma              | 90,457 | 62,497 | 53,068  | 64,791  | 69,822  | 85,862  | 107,205 | 128,540 | 153,959 |
| Sudán         | Kilo 26             | 11,423 | 12,690 | 7,133   | 7,610   | 7,608   | 7,634   | 8,310   | 8,303   | 8,391   |
| Chad          | Kounoungou          | 13,315 | 13,500 | 18,514  | 16,237  | 16,927  | 18,251  | 19,143  | 20,876  | 21,960  |
| Bangladés     | Kutapalong          | 10,144 | 10,708 | 11,047  | 11,251  | 11,469  | 11,706  | 12,404  | 12,626  | 13,176  |
| Tailandia     | Mae La              | 46,148 | 38,130 | 32,862  | 30,073  | 29,188  | 27,629  | 26,690  | 25,156  | 46,978  |
| Tailandia     | Mae La Oon          | 14,366 | 13,450 | 13,478  | 13,811  | 11,991  | 10,204  | 9,611   | 8,675   | 12,245  |
| Tailandia     | Mae Ra Ma Luang     | 12,840 | 11,578 | 11,304  | 13,571  | 11,749  | 10,269  | 9,414   | 8,421   | 13,825  |
| Chad          | Mile                | 15,557 | 16,202 | 17,476  | 14,221  | 17,382  | 18,853  | 19,823  | 20,818  | 21,723  |
| Bangladés     | Nayapara            | 16,010 | 16,679 | 17,076  | 17,091  | 17,547  | 17,729  | 18,066  | 18,288  | 19,179  |
| Tailandia     | Nu Po               | 13,131 | 13,377 | 11,113  | 9,800   | 9,262   | 15,982  | 15,715  | 7,927   | 13,372  |
| Tanzania      | Nyarugusu           | 52,713 | 50,841 | 49,628  | 62,184  | 62,726  | 63,551  | 68,132  | 68,888  | 57,267  |
| Chad          | Oure Cassoni        | 26,786 | 28,035 | 28,430  | 31,189  | 32,206  | 36,168  | 33,267  | 35,415  | 36,466  |
| Etiopía       | Shimelba            | 13,043 | 16,057 | 10,648  | 10,135  | 9,187   | 8,295   | 6,033   | 5,885   | 6,106   |
| India         | Tamil Nadu          | 69,609 | 72,934 | 73,286  | 72,883  | 69,998  | 68,152  | 67,165  | 65,674  | 65,057  |
| Chad          | Touloum             | 22,358 | 23,131 | 24,935  | 26,532  | 24,500  | 27,588  | 27,940  | 28,501  | 29,683  |
| Chad          | Treguine            | 14,921 | 15,718 | 17,260  | 17,000  | 17,820  | 19,099  | 19,957  | 20,990  | 21,801  |
| Sudán         | Um Gargur           | 9,845  | 10,104 | 8,180   | 8,715   | 8,641   | 8,550   | 8,947   | 10,172  | 10,269  |
| Tailandia     | Um Pium             | 19,464 | 19,397 | 14,051  | 12,494  | 11,742  | 11,017  | 10,581  | 9,816   | 16,109  |
| Sudán         | Wad Sherife         | 33,371 | 36,429 | 13,636  | 15,626  | 15,819  | 15,481  | 15,472  | 15,318  | 15,357  |
| Etiopía       | Fugnido             | 27,175 | 18,726 | -       | 20,202  | 21,770  | 22,692  | 34,247  | 42,044  | 53,218  |
| Chad          | Gaga                | 12,402 | 17,708 | 20,677  | 19,043  | 19,888  | 21,474  | 22,266  | 23,236  | 24,591  |
| Paquistán     | Gamkol              | -      | 37,462 | 33,499  | 33,033  | 35,169  | 32,830  | 31,701  | 31,326  | 30,241  |
| Paquistán     | Gandaf              | -      | 13,609 | 12,659  | 12,497  | 12,731  | 13,346  | 12,632  | 12,508  | 12,068  |
| Sudán del Sur | Gendressa           | -      | -      | -       | -       | -       | -       | 14,758  | 17,289  | 17,975  |
| Ruanda        | Gihembe             | 17,732 | 18,081 | 19,027  | 19,407  | 19,853  | 19,827  | 14,006  | -       | 14,735  |
| Liberia       | Bahn                | -      | -      | -       | -       | -       | 5,021   | 8,851   | 8,412   | 5,257   |
| Etiopía       | Bambasi             | -      | -      | -       | -       | -       | -       | 12,199  | 13,354  | 14,279  |
| Paquistán     | Barakai             | -      | 30,266 | 28,851  | 28,597  | 32,077  | 28,093  | 26,739  | 25,909  | 24,786  |
| Etiopía       | Tongo               | -      | -      | -       | -       | -       | 9,605   | 9,518   | 10,399  | 11,075  |
| Chad          | Yaroungou           | 15,260 | 13,352 | 16,573  | 11,925  | 10,544  | 10,916  | 11,594  | -       | -       |
| Sudán del Sur | Yusuf Batil         | -      | -      | -       | -       | -       | -       | 36,754  | 39,033  | 40,240  |
| Jordania      | Zaatari             | -      | -      | -       | -       | -       | -       | -       | 145,209 | 84,773  |
| Paquistán     | Thall               | -      | 17,266 | 15,602  | 15,269  | 15,419  | 13,468  | 12,976  | 12,847  | 12,247  |
| Tailandia     | Tham Hin            | 7,767  | 6,007  | 5,078   | -       | 4,282   | 7,150   | 7,242   | -       | 7,406   |
| Nepal         | Timai               | 10,413 | 10,421 | 9,935   | 8,553   | 7,058   | -       | -       | -       | -       |
| Paquistán     | Timer               | -      | 13,919 | 12,080  | 11,839  | 11,764  | 11,161  | 8,665   | 8,603   | 8,690   |
| Argelia       | Tindouf             | 90,000 | 90,000 | 90,000  | 90,000  | 90,000  | 90,000  | 90,000  | 90,000  | 90,000  |
| Paquistán     | Old Akora           | -      | 41,647 | 37,757  | 37,019  | 42,872  | 37,736  | 36,693  | 36,384  | 34,789  |
| Paquistán     | Old Shamshatoo      | -      | 66,556 | 58,773  | 58,804  | 61,205  | 54,502  | 53,573  | 52,835  | 48,268  |
| Namibia       | Osire               | 6,486  | 7,730  | 8,122   | 8,506   | -       | -       | -       | -       | -       |
| Uganda        | Pader               | -      | -      | 196,000 | 90,000  | 38,550  | 6,677   | -       | -       | -       |
| Paquistán     | Padhana             | -      | 10,564 | 10,403  | 10,380  | 11,393  | 10,075  | 9,892   | 9,775   | 9,362   |
| Paquistán     | Panian              | -      | 65,033 | 62,293  | 61,822  | 67,332  | 58,819  | 56,820  | 56,295  | 53,816  |
| Paquistán     | Pir Alizai          | -      | 16,563 | 14,710  | 13,802  | 15,157  | 10,243  | 9,771   | 9,204   | 7,681   |
| Nepal         | Sanischare          | 21,285 | 21,386 | 20,128  | 16,745  | 13,649  | 10,173  | 9,212   | 6,599   | -       |
| Paquistán     | Saranan             | -      | 24,625 | 24,272  | 24,119  | 26,786  | 21,927  | 21,218  | 20,744  | 18,248  |
| Sudán         | Shagarab            | 21,999 | 22,706 | 14,990  | 16,562  | 24,104  | 27,809  | 37,428  | 34,147  | 34,039  |
| Ethiopia      | Sheder              | -      | -      | 6,567   | 7,964   | 10,458  | 11,326  | 11,882  | 11,248  | 12,263  |
| Etiopía       | Sherkole            | 13,958 | 8,989  | -       | -       | -       | 8,962   | 7,527   | 9,737   | 10,171  |
| Paquistán     | Surkhab             | -      | 12,225 | 11,877  | 11,789  | 12,304  | 7,422   | 7,214   | 7,012   | 5,764   |
| Burkina Faso  | Mentao              | -      | -      | -       | -       | -       | -       | 6,905   | 11,907  | 10,953  |
| Tanzania      | Mtabila             | -      | 90,680 | 45,247  | 36,009  | 36,789  | 37,554  | -       | -       | -       |
| Paquistán     | Munda               | -      | 13,274 | 11,386  | 11,225  | 12,728  | 10,341  | 10,100  | 9,941   | 9,388   |
| Burundi       | Musasa              | -      | 6,764  | 5,984   | 6,572   | 6,153   | 6,330   | 6,500   | 6,829   | 7,001   |
| Zambia        | Mwange              | 21,179 | 17,911 | 14,429  | 5,820   | -       | -       | -       | -       | -       |
| Uganda        | Nakivale            | 25,692 | 33,176 | 42,113  | 52,249  | -       | -       | 64,373  | -       | 66,691  |
| Paquistán     | New Durrani         | -      | -      | -       | -       | 10,458  | 14,397  | 12,438  | 14,978  | -       |
| Paquistán     | Oblan               | -      | 11,564 | 9,624   | 9,560   | 10,065  | 9,474   | 9,331   | 9,294   | 9,015   |
| Liberia       | PTP                 | -      | -      | -       | -       | -       | -       | 9,353   | 12,734  | 15,300  |
| Uganda        | Rhino Camp          | 18,493 | 14,328 | 5,582   | -       | -       | -       | 4,266   | -       | 18,762  |
| Uganda        | Rwamwanja           | -      | -      | -       | -       | -       | -       | 29,797  | -       | 52,489  |
| Liberia       | Little Wlebbo       | -      | -      | -       | -       | -       | -       | 8,399   | 10,009  | 8,481   |
| Tanzania      | Lugufu              | 75,254 | 45,308 | 28,995  | -       | -       | -       | -       | -       | -       |
| Tanzania      | Lukole              | 39,685 | 25,490 | -       | -       | -       | -       | -       | -       | -       |
| Tailandia     | Mai Nai Soi         | -      | 19,103 | 19,311  | -       | 12,252  | 12,244  | 11,730  | 9,725   | 12,414  |
| Etiopía       | Mai Ayni            | -      | -      | -       | 15,762  | 12,255  | 14,432  | 15,715  | 18,207  | 17,808  |
| Irak          | Makhmour            | 11,900 | 10,728 | 10,912  | -       | 11,101  | 10,240  | 10,552  | 10,534  | -       |
| Mozambique    | Maratane            | 5,019  | -      | -       | -       | 6,646   | 9,576   | 7,398   | 7,707   | -       |
| Uganda        | Masindi             | -      | -      | 55,000  | 55,000  | 20,000  | 6,500   | -       | -       | -       |
| Zambia        | Mayukwayukwa        | 10,636 | 10,660 | 10,474  | 10,184  | -       | -       | 10,117  | 11,366  | -       |
| Mauritania    | M'bera              | -      | -      | -       | -       | -       | -       | -       | 66,392  | 48,910  |
| Zambia        | Meheba              | 13,732 | 13,892 | 15,763  | 14,970  | -       | -       | 17,708  | 17,806  | 8,410   |
| Etiopía       | Melkadida           | -      | -      | -       | -       | 25,491  | 40,696  | 42,365  | 43,480  | 44,645  |
| Chad          | Abgadam             | -      | -      | -       | -       | -       | -       | -       | 21,914  | 21,571  |
| Etiopía       | Adi Harush          | -      | -      | -       | -       | 6,923   | 15,982  | 23,562  | 25,801  | 34,090  |
| Uganda        | Adjumani            | 54,051 | 52,784 | 21,714  | 28,000  | 7,365   | -       | 9,279   | 11,986  | 96,926  |
| Sudán del Sur | Ajuong Thok         | -      | -      | -       | -       | -       | -       | -       | 6,691   | 15,015  |
| Yibuti        | Ali Adde            | 6,739  | 6,376  | 8,924   | -       | 14,333  | 19,500  | 17,354  | 17,523  | 18,208  |
| Uganda        | Amuru               | -      | -      | 234,000 | 98,000  | 35,475  | 6,779   | -       | -       | -       |
| Etiopía       | Awbarre / Teferiber | -      | 8,581  | 11,045  | 12,293  | 13,120  | 13,426  | 13,331  | 13,752  | 12,965  |
| Paquistán     | Azakhel             | -      | 25,649 | 24,258  | 23,963  | 26,342  | 21,398  | 21,231  | 21,132  | 20,191  |
| Jordania      | Azraq               | -      | -      | -       | -       | -       | -       | -       | -       | 11,315  |
| Paquistán     | Badaber             | -      | 36,614 | 30,327  | 30,107  | 31,345  | 28,729  | 26,227  | 25,589  | 23,918  |
| Nepal         | Beldangi 1 & 2      | 52,997 | 52,967 | 50,350  | 42,122  | 36,761  | 33,855  | 31,976  | 24,377  | 18,379  |
| Chad          | Belome              | -      | -      | -       | -       | -       | -       | -       | 23,949  | 26,521  |
| Etiopía       | Bokolmanyo          | -      | -      | -       | 21,707  | 14,988  | 38,501  | 40,423  | 41,670  | 41,665  |
| Ghana         | Buduburam           | 36,159 | 26,179 | 14,992  | 11,334  | -       | -       | -       | -       | -       |
| Etiopía       | Buramino            | -      | -      | -       | -       | -       | -       | 35,207  | 40,114  | 39,471  |
| Burundi       | Bwagiriza           |        |        |         | 2,896   | 4,526   | 6,159   | 10,105  | 9,289   | 9,480   |
| Níger         | Abala               | -      | -      | -       | -       | -       | -       | 11,126  | 12,216  | 12,938  |
| Pakistán      | Chakdara            | -      | 17,420 | 16,427  | 16,069  | 18,752  | 13,354  | 11,242  | 11,184  | 10,704  |
| Kenia         | Ifo 2, Dadaab       | -      | -      | -       | -       | -       | 64,945  | 69,269  | 65,693  | 52,310  |
| Kenia         | Kambioos, Dadaab    | -      | -      | -       | -       | -       | 10,833  | 18,126  | 20,435  | 21,035  |
| Chad          | Dogdore             | -      | -      | -       | -       | 19,500  | 19,500  | 19,500  | -       | -       |
| Sudán del Sur | Doro                | -      | -      | -       | -       | -       | 28,709  | -       | 47,422  | 50,087  |
| Chad          | Dosseye             | 2,277  | 6,158  | 8,556   | 9,607   | 9,433   | 9,724   | 9,922   | 15,766  | 21,522  |
| Paquistán     | Girdi Jungle        | -      | 29,783 | 29,717  | 29,716  | 31,642  | 22,740  | 22,340  | 22,065  | 17,376  |
| Nepal         | Goldhap             | 9,602  | 9,694  | 8,315   | 6,356   | 4,764   | -       | -       | -       | -       |
| Burkina Faso  | Goudebo             | -      | -      | -       | -       | -       | -       | 4,943   | 9,287   | 9,403   |
| Chad          | Goz Amer            | 19,261 | 20,097 | 21,640  | 21,449  | 24,608  | 25,841  | 27,091  | 30,105  | 31,477  |
| Chad          | Goz Beïda           | -      | -      | -       | -       | 73,000  | 73,000  | 60,500  | -       | -       |
| Uganda        | Gulu                | -      | -      | 156,000 | 44,000  | 9,043   | -       | -       | -       | -       |
| Yemen         | Al-Mazrak           | -      | -      | -       | -       | -       | 12,075  | 12,308  | 12,416  | -       |
| Etiopía       | Hilaweyn            | -      | -      | -       | -       | -       | 25,747  | 30,960  | 37,305  | 38,890  |
| Etiopía       | Hitsats             | -      | -      | -       | -       | -       | -       | -       | 10,226  | 33,235  |
| Uganda        | Impevi              | 23,331 | 22,061 | 7,453   | -       | -       | -       | -       | -       | -       |
| Níger         | Intikane            | -      | -      | -       | -       | -       | -       | -       | 11,221  | 12,738  |
| Sri Lanka     | Jaffna              | -      | 10,522 | -       | -       | 9,108   | 6,436   | -       | -       | -       |
| Paquistán     | Jalala              | -      | 16,160 | 14,115  | 13,854  | 16,094  | 14,042  | 13,421  | 13,278  | 12,968  |
| Etiopía       | Kobe                | -      | -      | -       | -       | -       | 26,033  | 31,656  | 36,488  | 39,214  |
| Paquistán     | Koga                | -      | 10,766 | 10,458  | 9,264   | 9,183   | 9,216   | 8,893   | 8,738   | 8,404   |
| Paquistán     | Kot Chandna         | -      | 15,130 | 15,037  | 15,012  | 17,787  | 15,100  | 14,889  | 14,664  | 13,796  |
| Etiopía       | Kule                | -      | -      | -       | -       | -       | -       | -       | -       | 46,314  |
| Paquistán     | Jalozai             | -      | 83,616 | 32,155  | 30,955  | 100,748 | 32,499  | 57,771  | 22,076  | -       |
| Paquistán     | Kababian            | -      | 14,729 | 11,291  | 12,335  | 13,214  | 12,504  | 12,167  | 11,664  | 11,044  |
| Paquistán     | Kacha Gari          | -      | 26,721 | 24,554  | 28,365  | -       | -       | -       | -       | -       |
| Zambia        | Kala                | 19,143 | 16,877 | 12,768  | -       | -       | -       | -       | -       | -       |
| Sudán del Sur | Kaya                | -      | -      | -       | -       | -       | -       | -       | 18,788  | 21,918  |
| Uganda        | Kyaka II            | 16,410 | 18,229 | 14,750  | 17,442  | -       | -       | 18,055  | -       | 22,616  |
| Etiopía       | Kebribeyah          | 16,399 | 16,879 | 16,132  | 16,496  | 16,601  | 16,408  | 16,009  | 15,788  | -       |
| Irán          | Rafsanjan           | 12,715 | -      | -       | 6,630   | 6,852   | -       | -       | -       | -       |
| Paquistán     | Khaki               | -      | 16,267 | 16,010  | 15,933  | 16,221  | 15,768  | 14,939  | 14,698  | 14,101  |
| Nepal         | Khudunabari         | 13,506 | 13,226 | 13,254  | 12,054  | 11,067  | 9,032   | -       | -       | -       |
| Burundi       | Kinama              | -      | -      | 8,447   | 9,369   |         |         | 9,480   | 9,759   | 9,796   |
| Uganda        | Kitgum              | -      | -      | 164,000 | 122,000 | 12,290  | 7,070   | -       | -       | -       |
| Ruanda        | Kiziba              | 17,978 | 18,130 | 18,323  | 18,693  | 18,888  | 18,919  | 15,927  | -       | -       |
| Pakistán      | Khairābād-Kund      | -      | 14,674 | 11,686  | 11,669  | 11,839  | 12,921  | 12,961  | -       | -       |
| Uganda        | Kyangwali           | 19,132 | 20,109 | 13,434  | 20,606  | -       | -       | 21,280  | -       | 40,023  |
| Guinea        | Laine               | 11,406 | 5,185  | -       | -       | 4,187   | -       | -       | -       | -       |
| Etiopía       | Leitchour           | -      | -      | -       | -       | -       | -       | -       | -       | 47,711  |
| Botsuana      | Dukwe               | -      | -      | -       | -       | -       | -       | -       | -       | 2,833   |